# Gustave Cloëz
Répertoire
Opéra-comique, ballet
Gustave Cloëz, né le 3 août 1890 à Cuincy et mort le 15 mars 1970 dans le 16e arrondissement de Paris, est un chef d'orchestre français qui a été particulièrement actif à l'Opéra-Comique à Paris au milieu du XXe siècle, et a fait un grand nombre d'enregistrements, accompagnant souvent les grands chanteurs de l'époque.

## Vie et carrière
Cloëz est né à Cuincy (Nord) de Henri Cloëz et Nellie Lecomte. Il a fait ses études au Conservatoire de Paris, auprès de Charles Wilfrid de Bériot et Lazare-Lévy (pour le piano). Engagé volontaire pour trois ans en 1912, durant la première guerre mondiale, dès août 1914 il est affecté au 43e régiment d'artillerie de campagne en tant que brigadier-infirmier, puis en mars 1917 au 143e régiment d'infanterie comme sous-chef de musique chargé du groupe de brancardiers musiciens. Il n'est démobilisé que le 24 septembre 1919 (Croix de guerre, 2 citations à l'ordre du régiment en 1916 et 1918).
Cloëz a fait ses débuts de chef d'orchestre à l'Opéra-Comique de Paris avec Manon le 1er août 1922 et a continué au théâtre pendant 25 ans. Parmi les créations à la Salle Favart dirigées par lui, on trouve le Fou de la Dame (création en 1930, musique de Marcel Delannoy), Rayon de Soieries (création en 1930, musique de Manuel Rosenthal), Mon Ami Pierrot (création en 1935, musique de Samuel Barlow), Le Couronnement de Poppée, Zadig (création en 1938, musique de Jean Dupérier), Mesdames de la Halle, Mon oncle Benjamin (création en 1942, musique de Francis Bousquet), et le Directeur de Théâtre. Il a également été responsable de la reprise de La Basoche, Angélique, Le Roi Dagobert, Djamileh, Le Jongleur de Notre-Dame, La lépreuse, Pelléas et Mélisande (1932), Quand la cloche sonnera et Résurrection. Sa première apparition à l'opéra au Palais Garnier était pour la reprise de Faust le 1er juillet 1939.
Il était un chef de ballet expérimenté. Parmi les ballets qu'il a dirigés à l'Opéra-Comique, dont certains ont été créés par lui, on trouve la Deuxième Rhapsodie (Liszt, 1937), La Précaution inutile (1946), La Bourrée fantasque (1946), Danse du Marin (musique de Félicien David, 1946), le Casse-noisette (2e acte, 1947), le Concerto de Prokofiev (basé sur son troisième concerto pour piano, 1947), la Belle au Bois Dormant (divertissement, 1947), Khamma (1947), Roméo et Juliette (musique de Tchaïkovski, 1947) et La Rose Rouge (1947).
Il a dirigé l'orchestre pour les saisons de la Compagnie d'Ida Rubinstein à l'Opéra de Paris à partir de la fin des années 1920. Il a conduit les premières de Les Enchantements d'Alcino (musique de Georges Auric, chorégraphie de Léonide Massine), La Valse (musique de Ravel, chorégraphie de Bronislava Nijinska) en 1929 , Amphion (musique d'Arthur Honegger, chorégraphie de Léonide Massine) en 1931, et Diane de Poitiers (musique de Ibert, chorégraphie de Michel Fokine), et Semiramis (musique d'Arthur Honegger, chorégraphie de Michel Fokine) en 1934.
De 1941 à 1945, il a dirigé plusieurs concerts avec l'Orchestre de la Société des concerts du Conservatoire de Paris, dont un le 22 mai 1945, au théâtre des Champs-Élysées pour venir en aide aux villages alsaciens ravagés par la guerre.
Après avoir dirigé pour cette compagnie à Bruxelles en 1947 et 1948, Cloëz a travaillé pour le Grand Ballet du Marquis de Cuevas de 1955 à 1957.
Il a effectué des arrangements de la Petite Suite de Debussy, et de trois des mouvements de la Suite bergamasque pour le ballet L'ange gris.

## Enregistrements
Cloëz a beaucoup travaillé pour la société Odeon dans les années 1930, en accompagnant des chanteurs célèbres de l'époque: Emma Luart (en), Ninon Vallin, Germaine Cernay, Charles Friant (en), David Devriès (en), Arthur Endrèze, et André Pernet. Il a également dirigé des extraits de Carmen avec Conchita Supervía dans le rôle titre, ainsi que toujours avec elle, des enregistrements de chansons populaires espagnoles. Il a aussi dirigé des extraits de Tosca en français avec Vallin, Di Mazzei et Endrèze. Il a également publié des enregistrements rares de musique baroque de Destouches et Mouret, avec l'Orchestre de la Société des Concerts de Versailles et la soprano Martha Angelici (Callirhoé et Les Fêtes de Thalie).
Les enregistrements radiophoniques transférés sur CD comprennent Béatrice d'André Messager en 1957 et l'arrangement par Strauss de l'Idomeneo de Mozart en 1960.
Parmi les enregistrements purement orchestraux de Cloëz, on trouve Intermezzo de Georges Hugon (Orchestre des Concerts Symphoniques), Concerto pour piano no 2 et la Fantaisie Hongroise de Liszt (Orchestre National de la Radiodiffusion Française, Raymond Trouard), le Concerto en sol pour clavecin et orchestre de Johann Schobert (Ruggero Gerlin), le Concerto pour flûte et harpe de Mozart (avec Gaston Crunelle, Pierre Jamet), l'Ouverture des Hébrides de Felix Mendelssohn et la Danse macabre de Saint-Saëns. Parmi les extraits orchestraux tirés d'opéras enregistrés avec l'orchestre de l'Opéra-Comique, on trouve les Danses polovtsiennes du Prince Igor de Borodine, L'Enfant prodigue de Debussy et Manon, musique de ballet de Massenet, ainsi que de la musique d'Alfred Bruneau et de Wagner.